# 瓦莱焦
瓦莱焦（義大利語：Valeggio），是意大利帕维亚省的一个市镇。总面积9平方公里，人口236人，人口密度26.2人/平方公里（2009年）。国家统计（ISTAT）代码为018167。